# Jean XII d'Alexandrie
Jean XII d'Alexandrie 93e patriarche copte d'Alexandrie de 1480 à 1484.

## Biographie
Selon les Bollandistes Yoannis succède au patriarche  Michel VI
Le Pape Yohannis El Atnasher ou Jean XII d'Alexandrie est patriarche du siège de Saint-Marc. Il est désigné en 1480 sous le règne du sultan Mamelouk Burjites Al-Ashraf Qayt Bay, après la mort du Pape Michel VI d'Alexandrie. Il siège  pendant trois ans et quatre mois jusqu'à sa mort en 1484. Son ministère de courte durée n'a été que de 40 mois à la tête de l'église. Le siège du Patriarcal resté fixé dans l'église de la Vierge Marie à Harat Zuweila et il est inhumé dans le monastère de Shahran. Pendant son administration il n'a pas rencontré de difficultés de la part des princes mamelouks, , car ils étaient préoccupés par leurs affaires et se disputaient des positions à la cour de Qayt Bay. Il est précisé que
ce vénérable Pape a offert un ouvrage;  « La médecine spirituelle » à Anba Abraam, qui a présidé sa cérémonie d'ordination. Le trône d'Alexandrie reste ensuite vacant pendant cinq mois jusqu'à ce que Yoannis al-Tatashir  (Jean XIII) soit élu comme son successeur.